# Садовська-Барілотті Марія Карпівна
Марія Карпівна Садовська-Барілотті (17 квітня 1855, Костувате — 27 березня 1891, Одеса) — українська співачка-сопрано і драматична акторка. Сестра І. Карпенка-Карого, М. Садовського і П. Саксаганського.

## Життєпис

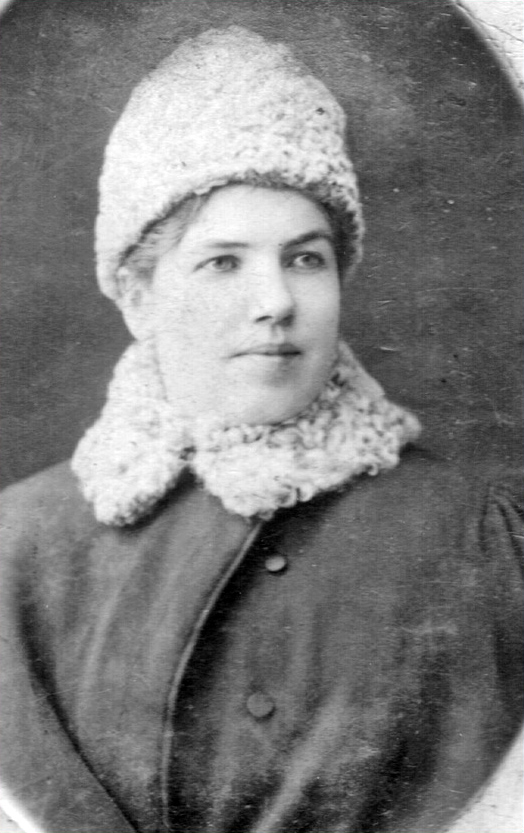
Марія Садовська-Барілотті

Марія Садовська-Барілотті

Народилася 17 квітня (за іншими даними — 9 квітня) 1855 р. у с. Костувате Херсонської губернії (нині Кам'яно-Костувате Братського району Миколаївської області).
Сценічну діяльність розпочала в Миколаєві 1876 року в складі російської опереткової групи. З 1883 року грала в трупах М. Кропивницького, далі М. Старицького, М. Садовського, П. Саксаганського. За 12 років сценічної діяльності виступила майже у всіх жіночих партіях опер «Наталка Полтавка», «Запорожець за Дунаєм», «Утоплена», а також зіграла головні ролі у багатьох драматичних виставах.
М. К. Садовська-Барілотті увійшла в історію українського театру як одна з перших і найблискучіших виконавиць вокальних партій в операх і оперетах, що ставились на українських сценах у 70–80 рр. XIX ст.
Померла 27 березня 1891 року в Одесі, похована в Єлисаветграді (нині Кропивницький).

## Найкращі партії і ролі

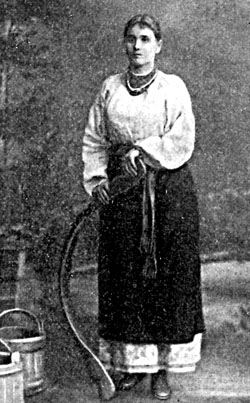
В ролі Наталки Полтавки

- Наталка («Наталка Полтавка» І. Котляревського),
- Одарка («Запорожець за Дунаєм» С. Гулака-Артемовського),
- Панночка («Утоплена» М. Лисенка),
- Маруся («Дай серцю волю…» М. Кропивницького),
- Софія та Варка («Безталанна» І. Тобілевича) та ін.

## Вшанування
9 лютого 2023 року у місті Кропивницький вулицю Глазунова перейменовано на вулицю Марії Садовської-Барілотті.
Також вулиця Марії Садовської є у селі Петрівка Перша.